# 倉林公任
倉林 公任（くらばやし きみひで、1886年（明治19年）12月30日 - 1969年（昭和44年）2月13日）は、大日本帝国陸軍軍人。最終階級は陸軍少将。功四級。

## 経歴
1886年（明治19年）に東京府で生まれた。陸軍士官学校第22期卒業。1937年（昭和12年）4月7日に歩兵第30連隊留守隊長に就任し、8月2日に陸軍歩兵大佐に進級した。9月20日に歩兵第58連隊長（上海派遣軍・第13師団・歩兵第26旅団）に転じ、上海に増援として派遣され、南京攻略戦、徐州会戦、武漢攻略戦を連戦した。1939年（昭和14年）8月に広島連隊区司令官に転じた。
1941年（昭和16年）3月1日に陸軍少将に進級し、第4国境守備隊長に着任。1942年（昭和17年）12月に第34歩兵団長（第11軍・第34師団）となり、南昌を根拠地とし、敵軍との攻防戦を繰り広げた。1943年（昭和18年）6月に留守第54師団兵務部長に転じ、長野師管区兵務部長を経て、1945年（昭和20年）7月5日に待命、7月6日に予備役に編入された。
1947年（昭和22年）11月28日、公職追放仮指定を受けた。